# Iso Hirvasjärvi
Iso Hirvasjärvi är en sjö i Finland. Den ligger i kommunen Rovaniemi i landskapet Lappland, i den norra delen av landet, 700 km norr om huvudstaden Helsingfors. Iso Hirvasjärvi ligger 178 meter över havet. Den är 10,5 meter djup. Arean är 3,09 kvadratkilometer och strandlinjen är 12,49 kilometer lång. Sjön  ingår i Kemi älvs huvudavrinningsområde.   Den sträcker sig 3,7 kilometer i nord-sydlig riktning, och 2,1 kilometer i öst-västlig riktning.
I övrigt finns följande vid Iso Hirvasjärvi:
- Valkiajärvi (en sjö)